# Список лауреатів ЕГОТ
ЕГОТ (англ. EGOT), абревіатура від назв премій «Еммі», «Греммі», «Оскар» і «Тоні», — це позначення, яке присвоюється людям, які отримали кожну з цих чотирьох нагород. Ці нагороди відзначають видатні досягнення в телебаченні, звукозаписі, кіно та театрі відповідно. Досягнення EGOT називають «Великим шлемом» шоу-бізнесу. Станом на  2022 такими лауреатами є 16 осіб.
Акронім ЕГОТ придумав актор Філіпп Майкл Томас наприкінці 1984 року, коли його роль у новому популярному серіалі «Поліція Маямі» принесла йому миттєву славу, і він заявив про бажання отримати EGOT упродовж наступних п'яти років. Томас ніколи не був номінований на жодну з нагород EGOT.
Цей термін отримав більш широке визнання в 2010-х роках після того, як у 4-му сезоні ситкому «30 потрясінь» цієї цілі намагався досягти персонаж на ім'я Трейсі Джордан (Трейсі Морган).

## Варіації
Єдиний дворазовий EGOT — людина, яка виграла всі чотири нагороди принаймні двічі — автор пісень Роберт Лопес, який також є наймолодшою людиною, яка отримала статус EGOT (у віці 39 років); і який отримав свої перші чотири нагороди за найкоротший час (за 9 років 8 місяців).
Іншим варіантом досягнення є PEGOT, хоча є суперечливі визначення. Одні кажуть, що «П» стосується премії Пібоді, інші враховуютьПулітцерівську премію. Станом на  2019 Майк Ніколс, Ріта Морено та Барбра Стрейзанд (якщо враховувати її Спеціальну премію Тоні) досягли цього статусу, вигравши Пібоді; Річард Роджерс і Марвін Гемліш досягли його, здобувши Пулітцерівську премію.
Іншою варіацією є REGOT, яка включає в себе премію Razzie. Алан Менкен отримав REGOT через його перемогу в Razzie разом з Джеком Фельдманом за найгіршу оригінальну пісню, якою стала «High Times, Hard Times» у фільмі Newsies. Завдяки отриманню Раззі в номінації «Найгірша жіноча роль» у фільмах «Поліцейський за наймом» та «Артур 2: На скелях», Лайза Міннеллі отримала REGOT, якщо враховувати її нагороду «Легенда Греммі».
Інша варіація — EGOAT, яка включає Annie Awards за анімацію. Роберт Лопес є таким лауреатом двічі з премією Енні за видатні досягнення в музиці в повнометражній постановці, що робить його єдиною людиною, яка отримала подвійний EGOAT. Алан Менкен також досяг одного разу завдяки своїй Енні за «Покахонтас».
Лінн Редґрейв — єдина виконавиця з досягненням анти-EGOT: вона була номінована на всі чотири нагороди і не виграла жодну з них.
Існують дебати щодо того, чи має «E» бути обов'язково «Прайм-тайм Еммі», а не «Денною Еммі» чи будь-якою з нагород, які вручаються на інших видах церемоній «Еммі». Двоє переможців EGOT отримали лише денну Еммі.

## Володарі всіх чотирьох нагород
| Ім'я              | Еммі | Греммі | Оскар | Тоні  | EGOT завершено | Період часу | Вік на момент завершення | Діяльність                   |
| ----------------- | ---- | ------ | ----- | ----- | -------------- | ----------- | ------------------------ | ---------------------------- |
| Річард Роджерс    | 1962 | 1960   | 1945  | 1950  | 1962           | 17          | 59 років, 10 місяців     | Композитор                   |
| Гелен Гейс        | 1953 | 1977   | 1932  | 1947  | 1977           | 45          | 76 років, 4 місяці       | Акторка                      |
| Ріта Морено       | 1977 | 1972   | 1961  | 1975  | 1977           | 16          | 45 років, 9 місяців      | Акторка, співачка            |
| Джон Гілгуд       | 1991 | 1979   | 1981  | 1961, | 1991           | 30          | 87 років, 4 місяці       | Актор, режисер               |
| Одрі Гепберн      | 1993 | 1994   | 1953  | 1954  | 1994           | 41          | 63 роки, 8 місяців       | Акторка                      |
| Марвін Гемліш     | 1995 | 1974   | 1973  | 1976  | 1995           | 22          | 51 рік, 3 місяці         | Композитор                   |
| Джонатан Тунік    | 1982 | 1988   | 1977  | 1997  | 1997           | 20          | 59 років, 1 місяць       | Композитор, диригент         |
| Мел Брукс         | 1967 | 1998   | 1968  | 2001  | 2001           | 34          | 74 роки, 11 місяців      | Сценарист, композитор, актор |
| Майк Ніколс       | 2001 | 1961   | 1967  | 1964  | 2001           | 40          | 69 років, 11 місяців     | Режисер, комік               |
| Вупі Голдберг     | 2002 | 1986   | 1990  | 2002  | 2002           | 16          | 46 років, 6 місяців      | Комік, акторка, ведуча       |
| Скотт Рудін       | 1984 | 2012   | 2007  | 1994  | 2012           | 28          | 53 роки, 6 місяців       | Продюсер                     |
| Роберт Лопес      | 2008 | 2012   | 2013  | 2004  | 2013           | 10          | 39 років                 | Композитор                   |
| Ендрю Ллойд Вебер | 2018 | 1980   | 1996  | 1980  | 2018           | 38          | 70 років, 5 місяців      | Композитор, продюсер         |
| Тім Райс          | 2018 | 1980   | 1992  | 1980  | 2018           | 38          | 73 роки, 9 місяців       | Пісняр, продюсер             |
| Джон Ледженд      | 2018 | 2006   | 2015  | 2017  | 2018           | 12          | 39 років, 8 місяців      | Співак, композитор, продюсер |
| Алан Менкен       | 2020 | 1992   | 1989  | 2012  | 2020           | 30          | 70 років, 11 місяців     | Композитор, продюсер         |
| Дженніфер Гадсон  | 2021 | 2009   | 2007  | 2022  | 2022           | 15          | 40 років, 7 місяців      | Співачка, акторка, продюсер  |
| Віола Девіс       | 2015 | 2023   | 2017  | 2001  | 2023           | 22          | 57 років, 5 місяців      | Акторка, продюсер            |

1. 1 2 3 4 5 6 7 8 9 10 11 12 13 14 15 16 17 18 19 20 21 22 23 24 25 26 27 28  Ця особа пізніше отримала ще одну чи більше нагород.
2. 1 2 3 4 5 6 7 8 9 10  Ця особа також отримала одну чи більше почесних чи спеціальних нагород.
3. 1 2  Також має Потрійну акторську корону з особистими (не колективними) перемогами.
4. 1 2 3  Нагороджено посмертно.
5. 1 2 3  Денна Еммі, не Прайм-тайм Еммі.
6. ↑  Пізніше досяг кілька EGOT.
7. ↑  Став лауреатом Денної Еммі у 2008 й 2010, і Прайм-тайм Еммі у 2021.
8. 1 2 3  Ледженд, Ллойд Веббер та Райс досягли EGOT одночасно завдяки спільній Еммі як продюсери Jesus Christ Superstar Live in Concert[en]

## Додаткові одержувачі всіх чотирьох (включаючи неконкурсні або спеціальні/почесні нагороди)
П'ять інших артистів — Лайза Міннеллі, Джеймс Ерл Джонс, Барбра Стрейзанд, Гаррі Белафонте та Квінсі Джонс — також отримали всі чотири нагороди, але принаймні одна з нагород була неконкурсною, тобто спеціальною чи почесною за характером («Тоні» Стрейзанд, «Греммі» Міннеллі та «Оскар» Джонса та Белафонте).
| Артист(ка)       | 1-а премія | 1-а премія | 2-а премія | 2-а премія | 3-я премія | 3-я премія                            | 4-а премія | 4-а премія                            | За скільки років |
| ---------------- | ---------- | ---------- | ---------- | ---------- | ---------- | ------------------------------------- | ---------- | ------------------------------------- | ---------------- |
| Барбра Стрейзанд | 1964 рік   | Греммі     | 1965 рік   | Еммі       | 1968 рік   | Оскар                                 | 1970 рік   | Спеціальна премія Тоні                | 6                |
| Лайза Міннеллі   | 1965 рік   | Тоні       | 1972 рік   | Оскар      | 1973 рік   | Еммі                                  | 1990 рік   | Премія «Легенда Греммі»               | 25               |
| Джеймс Ерл Джонс | 1969 рік   | Тоні       | 1977 рік   | Греммі     | 1991 рік   | Еммі                                  | 2011 рік   | Почесна премія Академії (Оскар)       | 42               |
| Гаррі Белафонте  | 1954 рік   | Тоні       | 1960 рік   | Еммі       | 1961 рік   | Греммі                                | 2014 рік   | Нагорода імені Джина Гершолта (Оскар) | 60               |
| Квінсі Джонс     | 1964 рік   | Греммі     | 1977 рік   | Еммі       | 1994 рік   | Нагорода імені Джина Гершолта (Оскар) | 2016 рік   | Тоні                                  | 52               |

## Підсумок кваліфікаційних нагород (лише конкурсні)

### Річард Роджерс

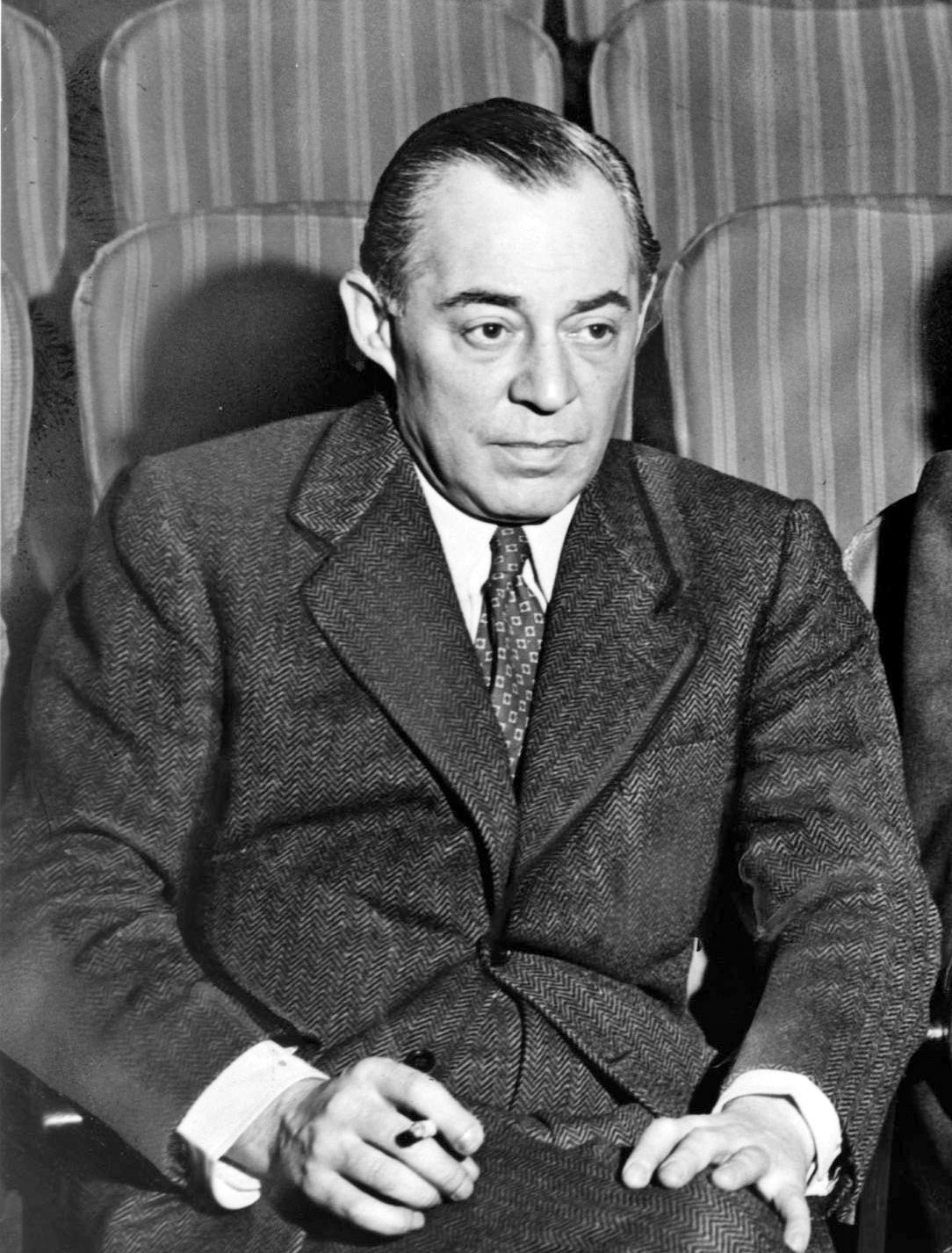
У 1962 році Річард Роджерс став першою людиною, яка виграла всі чотири нагороди.

Річард Роджерс (1902—1979), композитор, отримав свою четверту нагороду з чотирьох у 1962 році. У період з 1945 по 1979 рік Роджерс отримав загалом 13 нагород. Став першою людиною, яка виграла всі чотири нагороди.
- Academy Awards:
  1. 1945: Best Song – «It Might as Well Be Spring» from State Fair
- Primetime Emmy Awards:
  1. 1962: Outstanding Achievement in Original Music Composed – Winston Churchill: The Valiant Years
- Grammy Awards:
  1. 1960: Best Show Album (Original Cast) – The Sound of Music
  2. 1962: Best Original Cast Show Album – No Strings
- Tony Awards:
  1. 1950: Best Musical – South Pacific
  2. 1950: Tony Award for Producers, Musical – South Pacific
  3. 1950: Best Score – South Pacific
  4. 1952: Best Musical – The King and I
  5. 1960: Best Musical – The Sound of Music
  6. 1962: Best Composer – No Strings
- Special Awards:
  1. 1962: Special Tony Award «for all he has done for young people in the theatre and for taking the men of the orchestra out of the pit and putting them onstage in No Strings»
  2. 1972: Special Tony Award
  3. 1979: Special Tony Award, Lawrence Langner Memorial Award for Distinguished Lifetime Achievement in the American Theatre

### Гелен Гейс

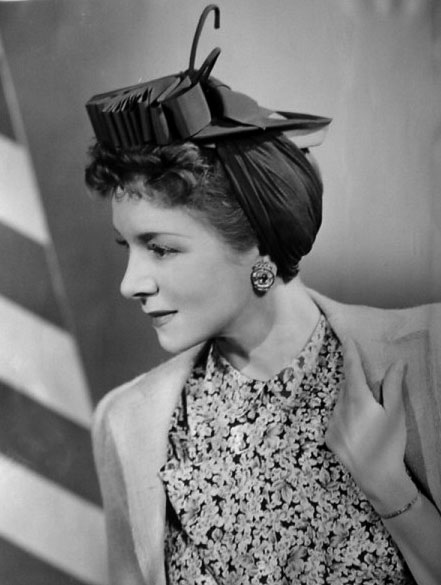
У 1977 році Гелен Гейс стала другою людиною і першою жінкою, яка отримала всі чотири нагороди.

Гелен Гейс (1900—1993), актриса, отримала свою четверту відмінну нагороду в 1977 році. У період з 1932 по 1980 рік Гейс отримала загалом 7 нагород. Вона була першою жінкою і першою виконавицею, яка виграла всі чотири. Гейс також була першою особою, яка отримала так звану потрійну акторську корону, з особистими (не груповими/ансамбльними/компанійними) акторськими перемогами на кожній з премій Еммі, Оскар і Тоні, вигравши третю з них в 1953 році. Враховуючи лише першу нагороду кожного типу, вона також має відмінність за найдовший період часу (45 років) між першою та четвертою нагородою з усіх переможців Великого шлему шоу-бізнесу.
- Academy Awards:
  1. 1932: Best Actress in a Leading Role – The Sin of Madelon Claudet
  2. 1970: Best Actress in a Supporting Role – Airport
- Primetime Emmy Awards:
  1. 1953: Best Actress – Schlitz Playhouse of Stars for the episode «Not a Chance»
- Grammy Awards:
  1. 1977: Best Spoken Word Recording – Great American Documents
- Tony Awards:
  1. 1947: Best Actress, Dramatic – Happy Birthday
  2. 1958: Best Actress, Dramatic – Time Remembered
- Special Awards:
  1. 1980: Special Tony Award, Lawrence Langner Memorial Award for Distinguished Lifetime Achievement in the American Theatre

### Ріта Морено

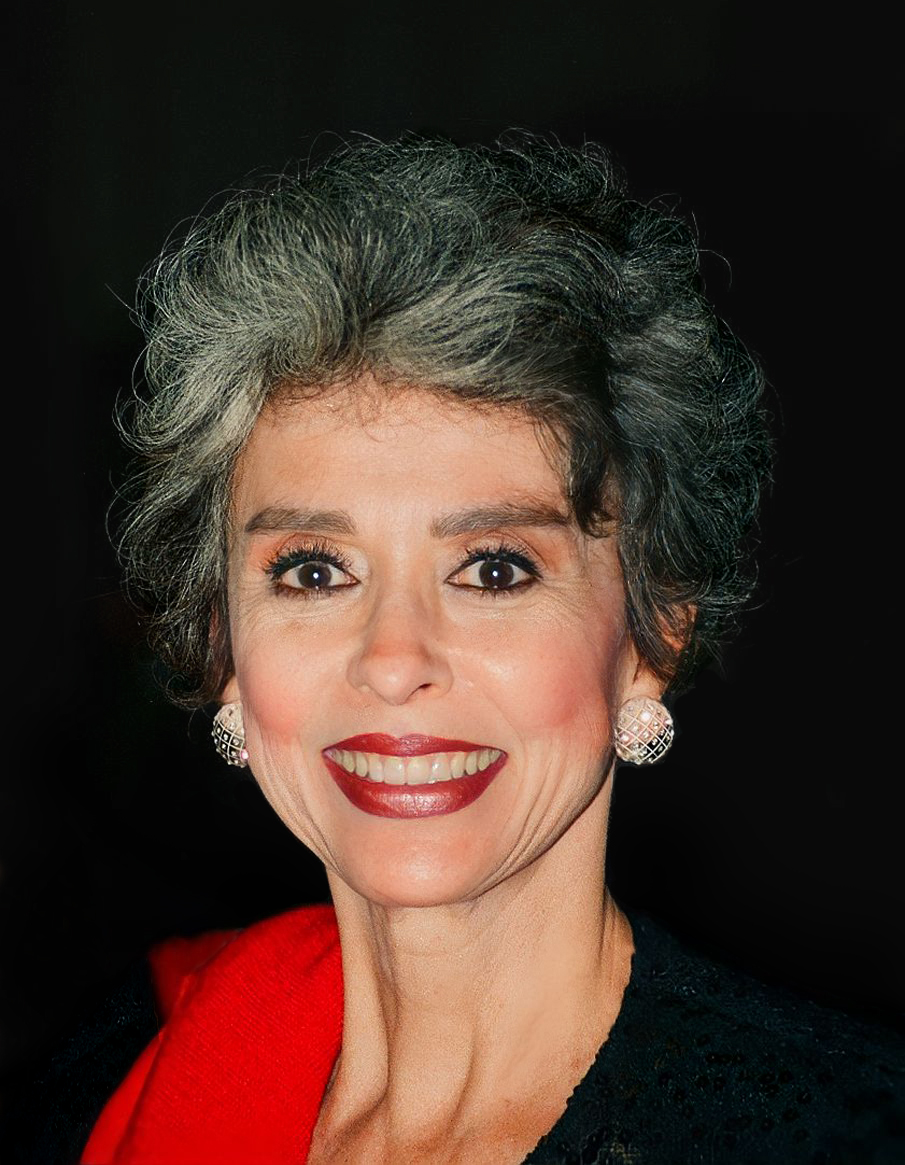
У 1977 році Ріта Морено стала третьою особою і першою латиноамериканкою, яка отримала всі чотири нагороди.

Ріта Морено (нар. 1931), актриса, отримала свою четверту відмінну нагороду в 1977 році. У період з 1961 по 1978 рік Морено отримала загалом п'ять нагород. Вона також є першою лауераткою-латиноамериканкою. Крім того, вона стала лауреатом Центру Кеннеді в 2015 році, а 28 березня 2019 року було оголошено, що вона отримає премію Пібоді.
- Academy Awards:
  1. 1961: Best Actress in a Supporting Role – West Side Story
- Primetime Emmy Awards:
  1. 1977: Outstanding Continuing or Single Performance by a Supporting Actress in Variety or Music – The Muppet Show
  2. 1978: Outstanding Lead Actress for a Single Appearance in a Drama or Comedy Series – The Rockford Files for the episode «The Paper Palace»
- Grammy Awards:
  1. 1972: Best Recording for Children – The Electric Company
- Tony Awards:
  1. 1975: Best Featured or Supporting Actress in a Play – The Ritz

### Джон Гілгуд

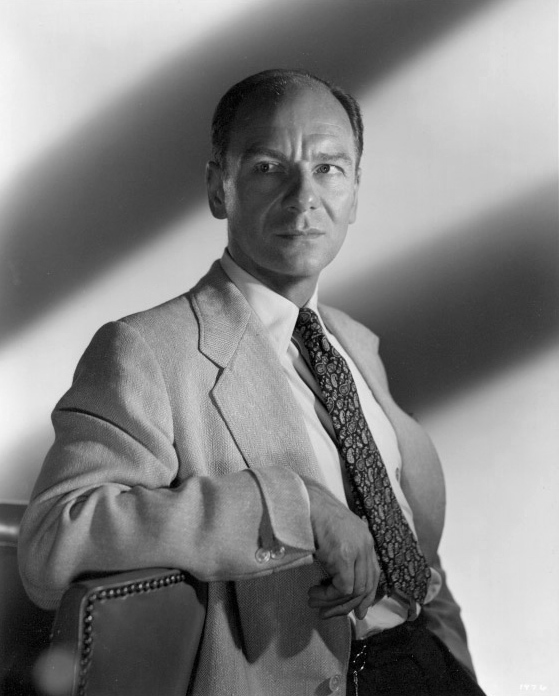
У 1991 році Джон Гілгуд став четвертою людиною, яка виграла всі чотири нагороди, найстарішою (87 років), першим представником ЛГБТ та першим неамериканцем.

Джон Гілгуд (1904—2000), актор, отримав свою четверту відмінну нагороду в 1991 році. У період з 1948 по 1991 рік Гілгуд отримав загалом шість нагород. Гілгуд став першим переможцем, чиєю першою нагородою був не «Оскар» (його першою нагородою була Тоні). У віці 87 років, коли він виграв «Еммі», він був також найстаршим переможцем, першим переможцем ЛГБТ і першим неамериканцем.
- Academy Awards:
  1. 1981: Best Actor in a Supporting Role – Arthur
- Primetime Emmy Awards:
  1. 1991: Outstanding Lead Actor in a Miniseries or Special – Summer's Lease
- Grammy Awards:
  1. 1979: Best Spoken Word, Documentary or Drama Recording – Ages of Man
- Tony Awards:
  1. 1948: Outstanding Foreign Company – The Importance of Being Earnest
  2. 1961: Best Director of a Drama – Big Fish, Little Fish
- Special Awards:
  1. 1959: Special Tony Award «for contribution to theatre for his extraordinary insight into the writings of Shakespeare as demonstrated in his one-man play Ages of Man»

### Одрі Гепберн

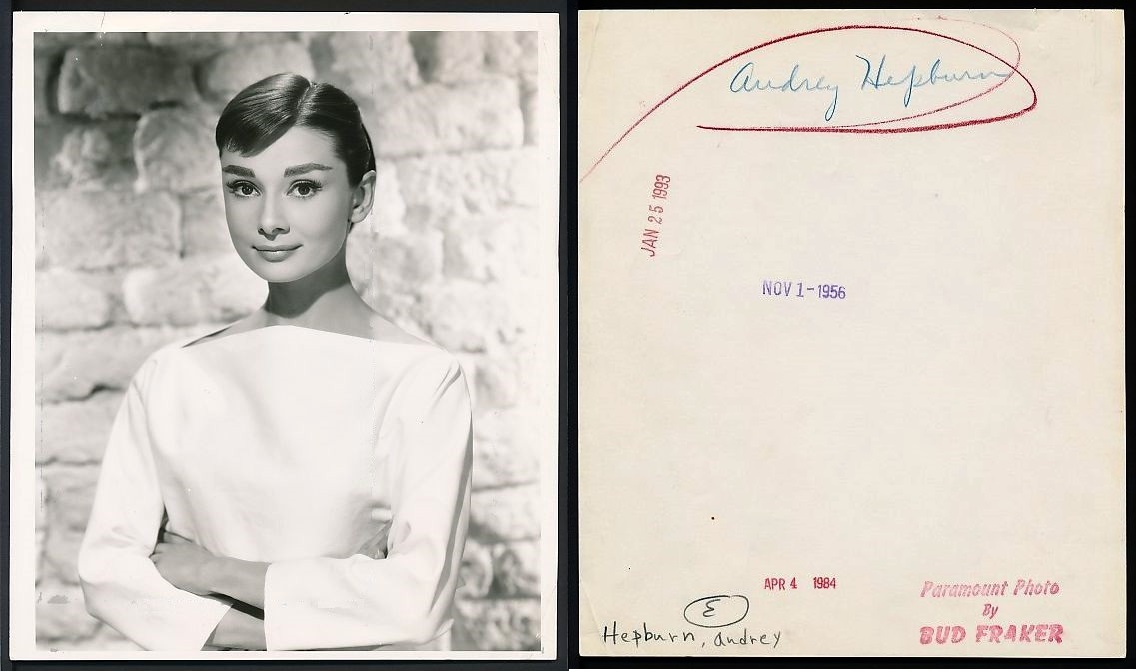
У 1994 році Одрі Гепберн стала п'ятою людиною, яка отримала всі чотири нагороди, і першою, хто зробили це посмертно

Одрі Гепберн (1929—1993), актриса, отримала свою четверту відмінну нагороду посмертно в 1994 році. У період з 1953 по 1994 рік Гепберн отримала загалом шість нагород. Вона стала першою, хто увійшли у цей список лауреатів посмертно. Вона є однією з лише двох переможців EGOT (іншим є Джонатан Тунік), хто має лише по одній (а не декілька) нагород із чотирьох.
- Academy Awards:
  1. 1953: Best Actress in a Leading Role – Roman Holiday
- Primetime Emmy Awards:
  1. 1993: Outstanding Individual Achievement, Informational Programming – Gardens of the World with Audrey Hepburn
- Grammy Awards:
  1. 1994: Best Spoken Word Album for Children – Audrey Hepburn's Enchanted Tales
- Tony Awards:
  1. 1954: Tony Award for Best Actress in a Play – Ondine
- Special Awards:
  1. 1968: Special Tony Award
  2. 1993: Jean Hersholt Humanitarian Award

### Марвін Гемліш
Марвін Гемліш (1944—2012), композитор, отримав свою четверту відмінну нагороду в 1995 році. У період з 1973 по 2001 рік Гемліш отримав загалом 12 нагород. До того, як Алан Менкен приєднався до групи в 2020 році, у Гамліша було найбільше «Оскарів» з усіх переможців «Великого шлему» (три — всі виграні в тому ж році). Він став першим переможцем Великого шлему, хто отримав кілька премій за ту саму роботу – «Оскар» і «Греммі» за пісню «The Way We Were».
- Academy Awards:

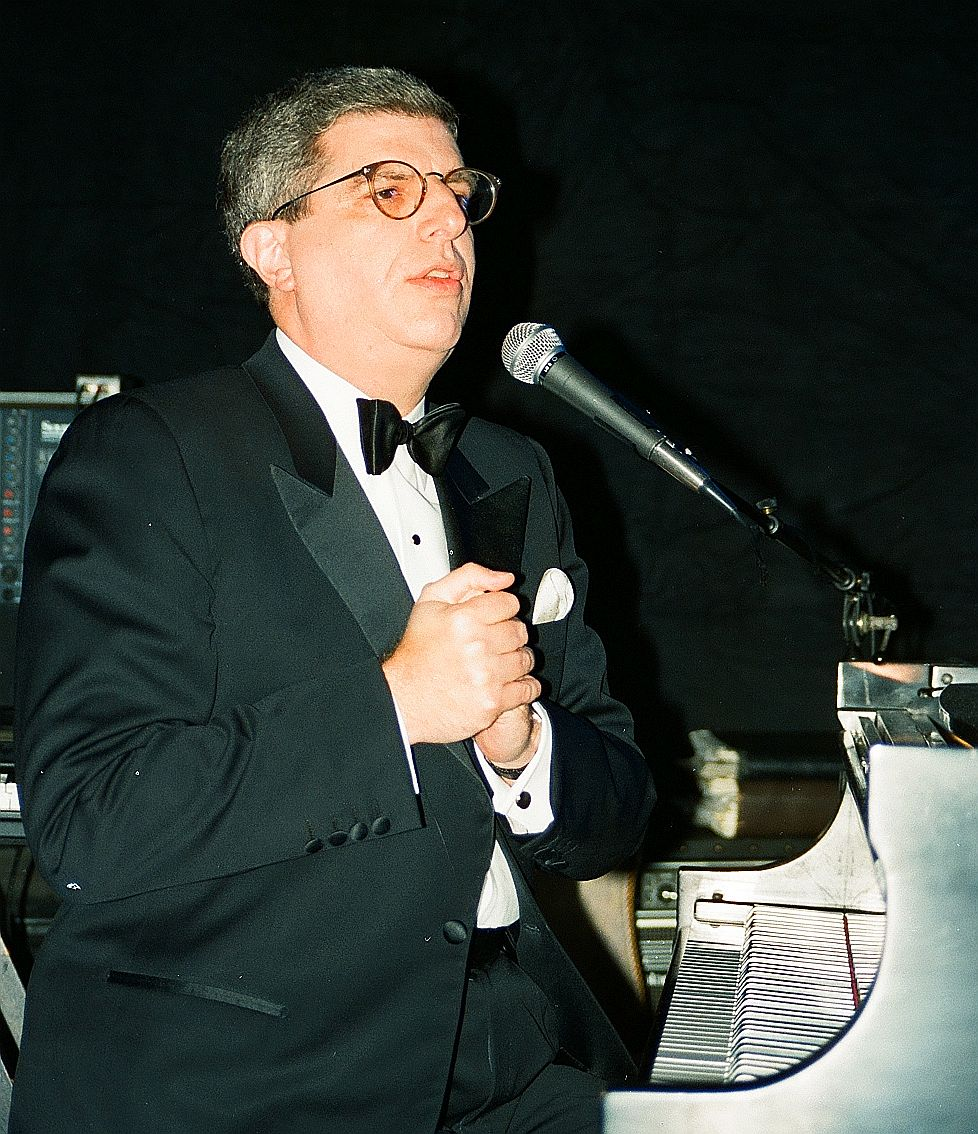
У 1995 році Марвін Гемліш став шостим, хто отримав усі чотири нагороди

  1. 1973: Best Music, Original Dramatic Score – The Way We Were
  2. 1973: Best Music, Original Song – «The Way We Were»
  3. 1973: Best Music, Scoring Original Song Score and/or Adaptation – The Sting
- Primetime Emmy Awards:
  1. 1995: Outstanding Individual Achievement in Music Direction – Barbra: The Concert
  2. 1995: Outstanding Individual Achievement in Music and Lyrics – Barbra: The Concert
  3. 1999: Outstanding Music and Lyrics – AFI's 100 Years… 100 Movies
  4. 2001: Outstanding Music Direction – Timeless: Live in Concert
- Grammy Awards:
  1. 1974: Song of the Year – The Way We Were
  2. 1974: Best New Artist
  3. 1974: Best Pop Instrumental Performance – «The Entertainer»
  4. 1974: Album of Best Original Score Written for a Motion Picture or a Television Special – The Way We Were
- Tony Awards:
  1. 1976: Best Musical Score – A Chorus Line

### Джонатан Тунік
Джонатан Тунік (нар. 1938), композитор, диригент і музичний аранжувальник отримав свою четверту відмінну нагороду в 1997 році. У період з 1977 по 1997 рік Тунік отримав загалом чотири нагороди. Він також є другою людиною (після Одрі Гепберн), яка отримала по одній нагороді з чотирьох (а не по декілька).
- Academy Awards:
  1. 1977: Best Music, Original Song Score, and Its Adaptation or Best Adaptation Score – A Little Night Music
- Primetime Emmy Awards:
  1. 1982: Outstanding Achievement in Music Direction – Night of 100 Stars
- Grammy Awards:
  1. 1988: Best Instrumental Arrangement Accompanying Vocals – "No One is Alone, " Cleo Laine
- Tony Awards:
  1. 1997: Best Orchestrations – Titanic

### Мел Брукс

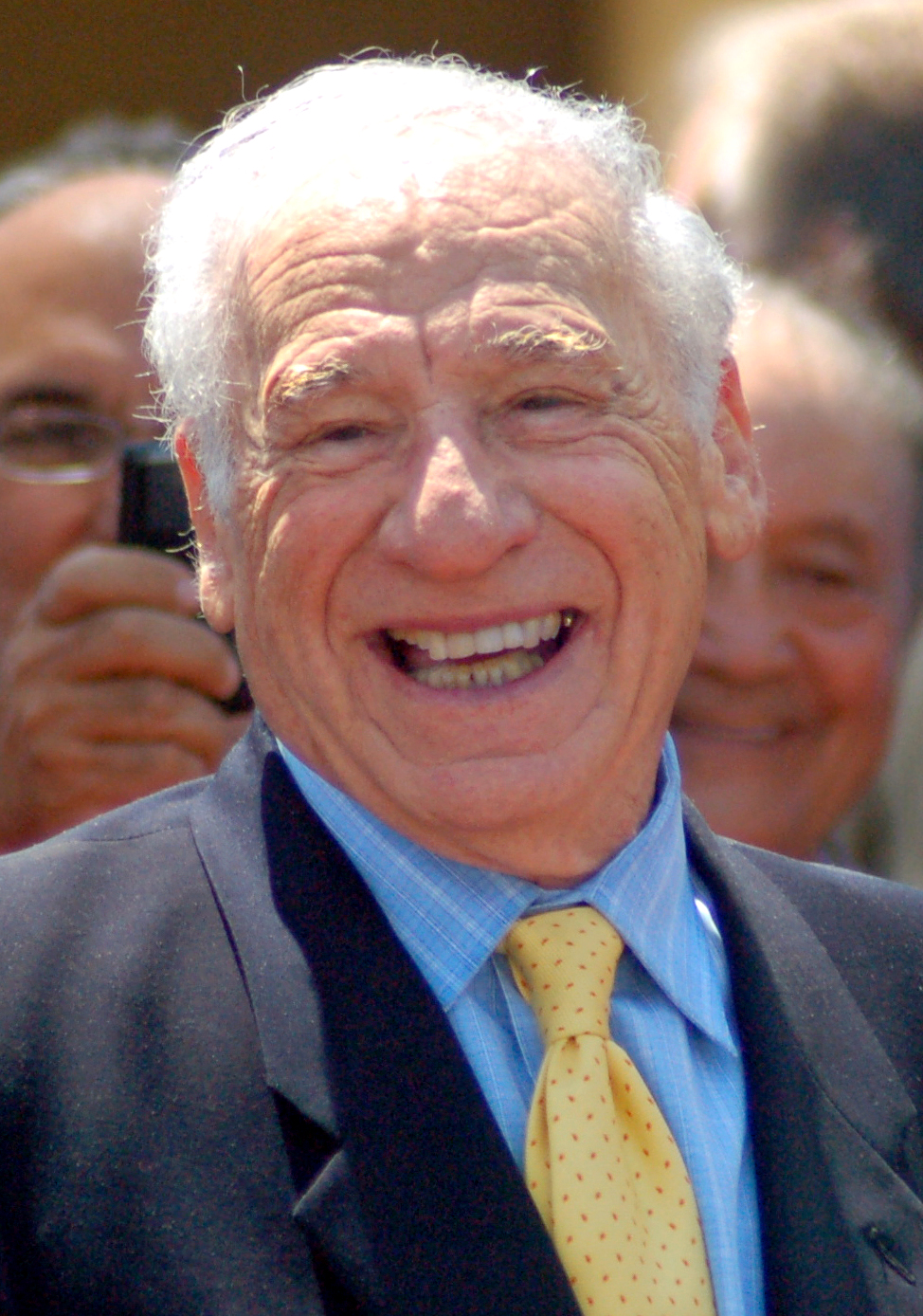
У 2001 році Мел Брукс став восьмою людиною, яка виграла всі чотири нагороди

Мел Брукс (нар. 1926), режисер, письменник і актор, отримав свою четверту відмінну нагороду в червні 2001 року. У період з 1968 по 2002 рік Брукс отримав загалом 11 нагород.
- Academy Awards:
  1. 1968: Best Writing (Story and Screenplay-Written Directly for the Screen) – The Producers
- Primetime Emmy Awards:
  1. 1967: Outstanding Writing Achievement in Variety – The Sid Caesar, Imogene Coca, Carl Reiner, Howard Morris Special
  2. 1997: Outstanding Guest Actor in a Comedy Series – Mad About You
  3. 1998: Outstanding Guest Actor in a Comedy Series – Mad About You
  4. 1999: Outstanding Guest Actor in a Comedy Series – Mad About You
- Grammy Awards:
  1. 1998: Best Spoken Comedy Album – The 2000 Year Old Man in the Year 2000
  2. 2002: Best Long Form Music Video – Recording 'The Producers': A Musical Romp with Mel Brooks
  3. 2002: Best Musical Show Album – The Producers
- Tony Awards:
  1. 2001: Best Musical – The Producers
  2. 2001: Best Book of a Musical – The Producers
  3. 2001: Best Original Score – The Producers

В ефірі передачі Real Time with Bill Maher 30 січня 2015 року Брукс назвав себе EGOTAK, зазначивши, що він також отримав нагороди від Американського інституту кіномистецтва та Центру Кеннеді.

### Майк Ніколс
Майк Ніколс (1931—2014), режисер, актор і комік, отримав свою четверту відмінну нагороду в листопаді 2001 року. У період з 1961 по 2012 рік Ніколс отримав загалом 15 нагород. Ніколс був першим переможцем шлему, який отримав «Греммі» як свою першу нагороду. Якщо підрахувати всі виграні нагороди, а не лише першу з кожного типу, Ніколс має найдовшу тривалість отримання нагород серед переможців Великого шлему — 51 рік.
- Academy Awards:
  1. 1967: Best Director – The Graduate
- Primetime Emmy Awards:
  1. 2001: Outstanding Directing for a Miniseries, Movie or a Special – Wit
  2. 2001: Outstanding Made for Television Movie – Wit
  3. 2004: Outstanding Directing for a Miniseries, Movie or a Special – Angels in America
  4. 2004: Outstanding Miniseries – Angels in America
- Grammy Awards:
  1. 1961: Best Comedy Performance – An Evening with Mike Nichols and Elaine May
- Tony Awards:
  1. 1964: Best Director, Dramatic – Barefoot in the Park
  2. 1965: Best Director, Dramatic – Luv and The Odd Couple
  3. 1968: Best Director, Dramatic – Plaza Suite
  4. 1972: Best Director, Dramatic – The Prisoner of Second Avenue
  5. 1977: Best Musical – Annie
  6. 1984: Best Director, Play – The Real Thing
  7. 1984: Best Play – The Real Thing
  8. 2005: Best Director, Musical – Monty Python's Spamalot
  9. 2012: Best Director, Play – Death of a Salesman

### Вупі Голдберг

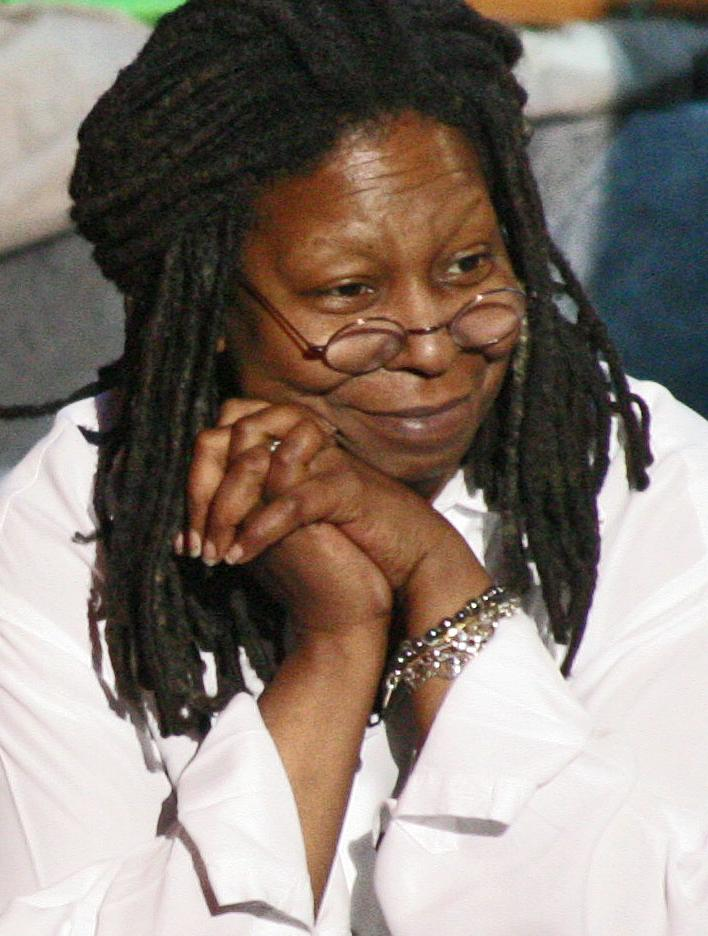
У 2002 році Вупі Голдберг стала десятою людиною, яка виграла всі чотири нагороди, першою афроамериканкою і першою, хто виграв дві нагороди в тому ж році.

Вупі Голдберг (1955 р.н.), актриса, комік і ведуча ток-шоу отримала свою четверту відмінну нагороду в 2002 році. У період з 1985 по 2009 рік Голдберг отримала загалом 6 нагород. Голдберг є першою афроамериканською володаркою і першою, хто виграли дві різні нагороди в тому ж році (вона виграла як свою першу денну «Еммі» і «Тоні» у 2002 році).
- Academy Awards:
  1. 1990: Best Supporting Actress — Ghost
- Daytime Emmy Awards:
  1. 2002: Outstanding Special Class Special — Beyond Tara: The Extraordinary Life of Hattie McDaniel (Host)
  2. 2009: Outstanding Talk Show Host — The View
- Grammy Awards:
  1. 1986: Best Comedy Album — Whoopi Goldberg (Original Broadway Show Recording)
- Tony Awards:
  1. 2002: Best Musical — Thoroughly Modern Millie
- Special Awards:
  1. 1997: Special Emmy Award, Governors Award, for the seven Comic Relief Benefit Specials

### Скотт Рудін
Скотт Рудін (1958 р.н.), кіно-, телевізійний і театральний продюсер отримав свою четверту відмінну нагороду в 2012 році. У період з 1984 по 2021 рік Рудін отримав загалом 21 нагороду, що робить його разом з Аланом Менкеном людиною з найбільшою кількістю нагород серед людей, які виграли всі чотири нагороди в конкурсних категоріях. Рудін є першим переможцем, який насамперед є продюсером.
- Academy Awards:
  1. 2007: Best Picture – No Country for Old Men
- Primetime Emmy Awards:
  1. 1984: Outstanding Children's Program – He Makes Me Feel Like Dancin'
- Grammy Awards:
  1. 2012: Best Musical Theater Album – The Book of Mormon: Original Broadway Cast Recording
- Tony Awards:
  1. 1994: Best Musical – Passion
  2. 2000: Best Play – Copenhagen
  3. 2002: Best Play – The Goat, or Who Is Sylvia?
  4. 2005: Best Play – Doubt
  5. 2006: Best Play – The History Boys
  6. 2009: Best Play – God of Carnage
  7. 2010: Best Revival of a Play – Fences
  8. 2011: Best Musical – The Book of Mormon
  9. 2012: Best Revival of a Play – Death of a Salesman
  10. 2014: Best Revival of a Play – A Raisin in the Sun
  11. 2015: Best Play – The Curious Incident of the Dog in the Night-Time
  12. 2015: Best Revival of a Play – Skylight
  13. 2016: Best Play – The Humans
  14. 2016: Best Revival of a Play – A View From the Bridge
  15. 2017: Best Revival of a Musical – Hello, Dolly!
  16. 2019: Best Play – The Ferryman
  17. 2019: Best Revival of a Play – The Boys in the Band
  18. 2021: Best Play – The Inheritance

### Роберт Лопес
Роберт Лопес (нар. 1975), автор пісень, отримав свою четверту відмінну нагороду в 2014 році. У період з 2004 по 2021 рік Лопес отримав в цілому 11 нагород. Лопес — перший філіппінець і азіат, якому вдалося отримати це досягнення. Він також є наймолодшим переможцем, який отримав усі чотири нагороди в конкурсних категоріях, а також найшвидшим, хто завершив свою кваліфікаційну серію нагород EGOT (10 років). Він також є другим лауреатом EGOT (після Джона Ледженда), який виграв як Primetime, так і Daytime Emmy Awards.

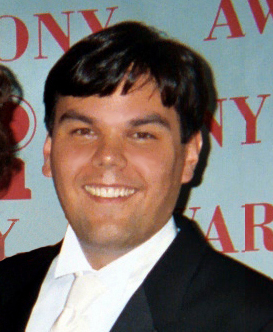
У 2013 році Роберт Лопес став дванадцятою людиною, яка виграла всі чотири нагороди, першим американцем азіатського походження, наймолодшим (у віці 39 років), найшвидшим, хто досяг цього подвигу (10 років), і єдиним, хто отримав кілька EGOT.

Він отримав премію «Греммі» за мюзикл «Книга Мормона» у співпраці з іншим переможцем EGOT Скоттом Рудіном (серед інших), що робить їх першою парою переможців Великого шлему, які є співвласниками тієї ж нагороди. Лопес є першою і поки єдиною людиною, яка виграла так званий «Подвійний EGOT», вигравши кожну нагороду EGOT принаймні двічі.
- Academy Awards:
  1. 2013: Best Original Song — «Let It Go» from Frozen
  2. 2017: Best Original Song — «Remember Me» from Coco
- Primetime Emmy Awards:
  1. 2021: Outstanding Original Music and Lyrics — «Agatha All Along» from WandaVision
- Daytime Emmy Awards:
  1. 2008: Outstanding Music Direction and Composition — Wonder Pets!
  2. 2010: Outstanding Music Direction and Composition — Wonder Pets!
- Grammy Awards:
  1. 2012: Best Musical Theater Album — The Book of Mormon: Original Broadway Cast Recording
  2. 2015: Best Compilation Soundtrack for Visual Media — Frozen
  3. 2015: Best Song Written for Visual Media — «Let It Go» from Frozen
- Tony Awards:
  1. 2004: Best Original Score — Avenue Q
  2. 2011: Best Book of a Musical — The Book of Mormon
  3. 2011: Best Original Score — The Book of Mormon

### Ендрю Ллойд Веббер

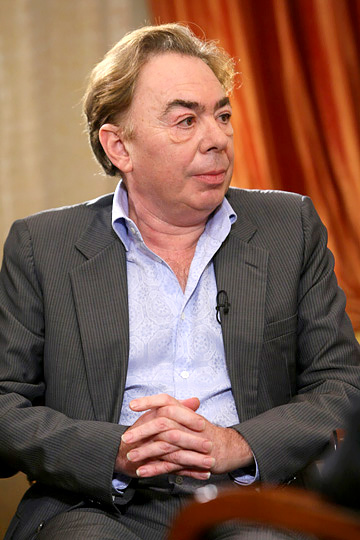
У 2018 році Ендрю Ллойд Веббер отримав усі чотири нагороди, став 13-м, кому це вдалося.

Ендрю Ллойд Веббер (нар. 1948), композитор музичного театру, автор пісень і продюсер, отримав свою четверту відмінну нагороду в 2018 році. У період з 1980 по 2018 рік Ллойд Веббер отримав загалом 13 нагород.
- Academy Awards:
  1. 1996: Best Original Song – «You Must Love Me» from Evita
- Primetime Emmy Awards:
  1. 2018: Outstanding Variety Special (Live) – Jesus Christ Superstar Live in Concert
- Grammy Awards:
  1. 1980: Best Cast Show Album — Evita
  2. 1983: Best Cast Show Album — Cats
  3. 1986: Best Contemporary Composition — Requiem
- Tony Awards:
  1. 1980: Best Original Score — Evita
  2. 1983: Best Musical — Cats
  3. 1983: Best Original Score — Cats
  4. 1988: Best Musical — The Phantom of the Opera
  5. 1995: Best Musical — Sunset Boulevard
  6. 1995: Best Original Score — Sunset Boulevard
- Special Awards:
  1. 1990: Grammy Legend Award
  2. 2018: Special Tony Award

### Тім Райс
Тім Райс (1944 р.н.), автор текстів пісень і продюсер, отримав свою четверту відмінну нагороду в 2018 році. У період з 1980 по 2018 рік Райс отримав загалом 12 нагород, деякі з них разом зі своїм постійним співтворцем Ендрю Ллойдом Веббером.
- Academy Awards:
  1. 1992: Best Original Song — «A Whole New World» from Aladdin
  2. 1994: Best Original Song — «Can You Feel the Love Tonight» from The Lion King
  3. 1996: Best Original Song — «You Must Love Me» from Evita
- Primetime Emmy Awards:
  1. 2018: Outstanding Variety Special (Live) — Jesus Christ Superstar Live in Concert
- Grammy Awards:
  1. 1980: Best Cast Show Album — Evita
  2. 1993: Song of the Year — «A Whole New World (Aladdin's Theme)»
  3. 1993: Best Musical Album for Children — Aladdin — Original Motion Picture Soundtrack
  4. 1993: Best Song Written Specifically for a Motion Picture or Television — «A Whole New World (Aladdin's Theme)»
  5. 2000: Best Musical Show Album — Aida
- Tony Awards:
  1. 1980: Best Original Score — Evita
  2. 1980: Best Book of a Musical — Evita
  3. 2000: Best Original Score — Aida

### Джон Ледженд

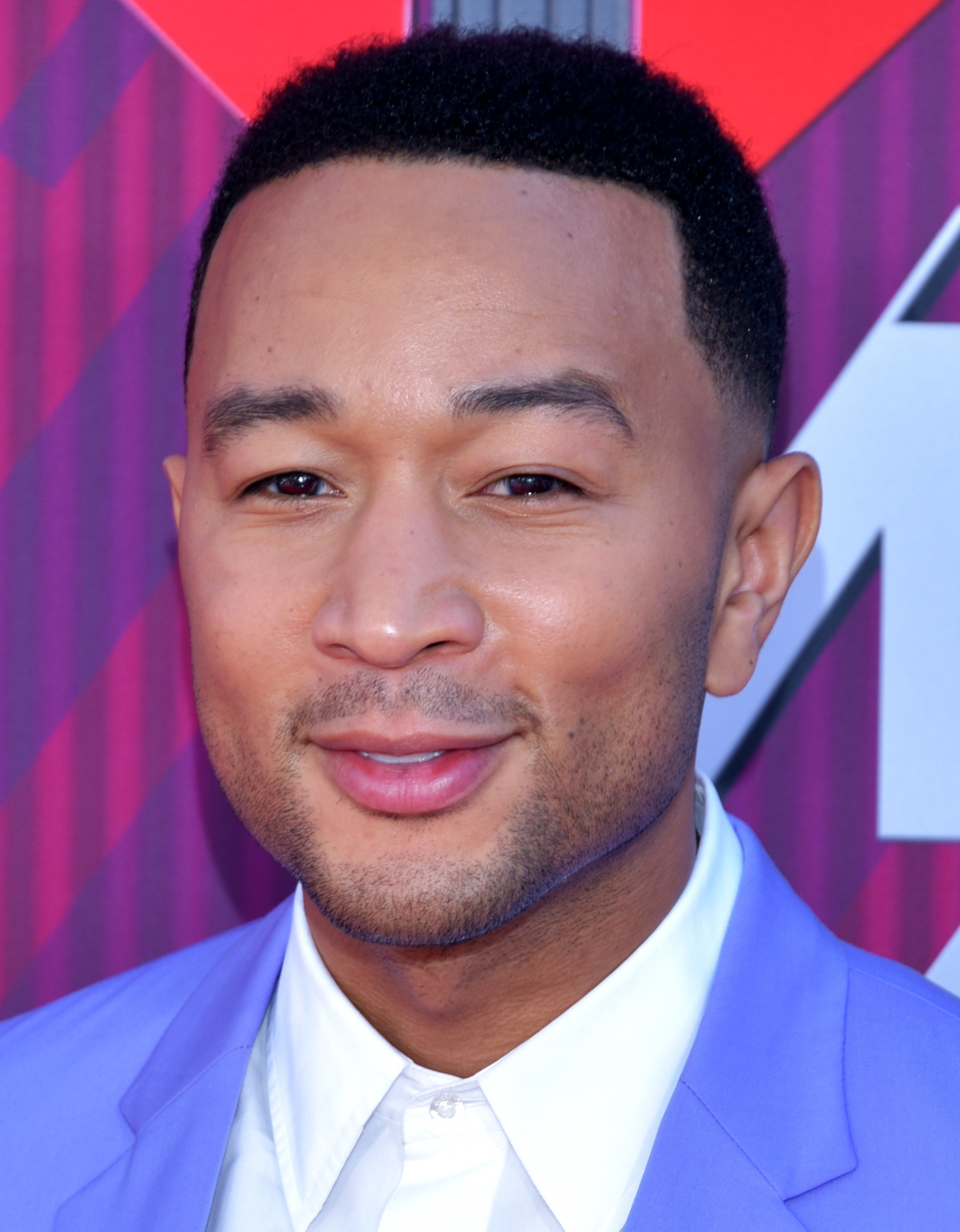
У 2018 році Джон Ледженд став першим афроамериканцем, який отримав усі чотири нагороди.

Джон Ледженд (нар. 1978), музикант і продюсер, отримав свою четверту відмінну нагороду в 2018 році. У період з 2006 по 2021 рік Legend отримав загалом 16 нагород. Ледженд виграв найбільше нагород Греммі, 12, серед усіх, хто отримав EGOT, і є першим лауреатом, який є перш за все музичним виконавцем. Окрім того, що Ледженд став першим темношкірим, який отримав статус EGOT, Ледженд є першим, хто отримував якусь із чотирьох нагород чотири роки поспіль. Він також був першим лауреатом EGOT, який виграв одночасно премію Primetime і Daytime Emmy Award, досягнення Роберта Лопеса в 2021 році. Ледженд, Ендрю Ллойд Веббер і Тім Райс одночасно стали лауреатами EGOT 9 вересня 2018 року, коли вони разом були нагороджені премією Primetime Emmy Award за видатний спеціальний естрадний виступ (Live) за Jesus Christ Superstar Live in Concert.
- Academy Awards:
  1. 2015: Best Original Song — «Glory» from Selma
- Primetime Emmy Awards:
  1. 2018: Outstanding Variety Special (Live) — Jesus Christ Superstar Live in Concert
- Daytime Emmy Awards:
  1. 2019: Outstanding Interactive Media for a Daytime Program — Crow: The Legend
- Grammy Awards:
  1. 2006: Best New Artist
  2. 2006: Best R&amp;B Album — Get Lifted
  3. 2006: Best Male R&amp;B Vocal Performance — «Ordinary People»
  4. 2007: Best Male R&B Vocal Performance — «Heaven»
  5. 2007: Best R&amp;B Performance by a Duo or Group with Vocals — «Family Affair»
  6. 2009: Best R&B Performance by a Duo or Group with Vocals — «Stay with Me (By the Sea)»
  7. 2011: Best R&amp;B Song — «Shine»
  8. 2011: Best Traditional R&amp;B Vocal Performance — «Hang on in There»
  9. 2011: Best R&B Album — Wake Up!
  10. 2016: Best Song Written for Visual Media — «Glory»
  11. 2020: Best Rap/Sung Performance — «Higher»
  12. 2021: Best R&B Album — Bigger Love
- Tony Awards:
  1. 2017: Best Revival of a Play – Jitney

### Алан Менкен

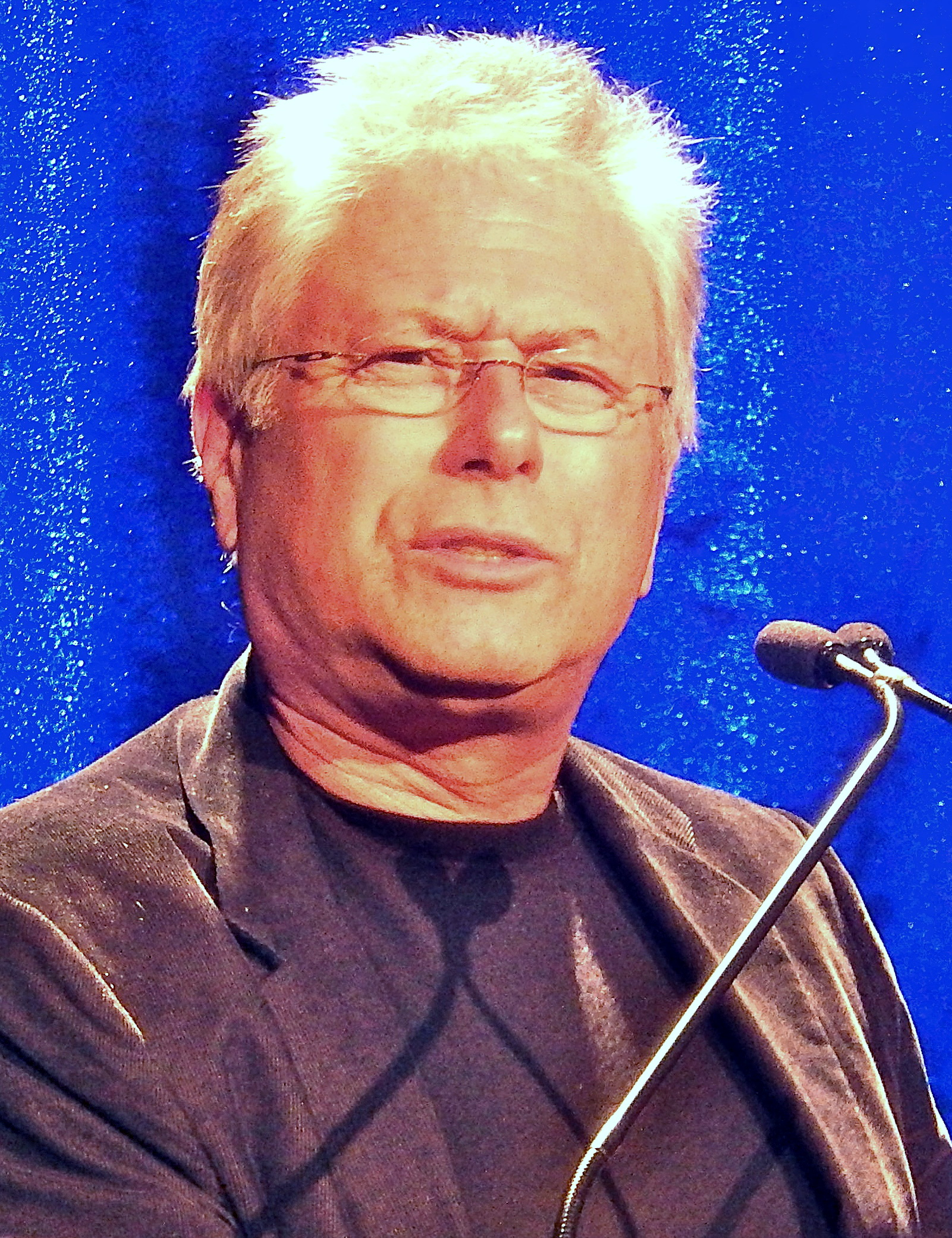
У 2020 році Алан Менкен став шістнадцятим, хто отримав усі чотири нагороди.

Алан Менкен (нар. 1949), композитор і автор пісень, отримав свою четверту відмінну нагороду в 2020 році З 1989 по 2020 рік Менкен отримав загалом 21 нагороду. Він має найбільшу кількість перемог «Оскар» (8) серед переможців «Великого шлему». Він також примітний тим, що кілька пісень з одного фільму часто номінують на головні нагороди.
- Academy Awards:
  1. 1989: Best Original Score — The Little Mermaid
  2. 1989: Best Original Song — «Under the Sea» from The Little Mermaid
  3. 1991: Best Original Score — Beauty and the Beast
  4. 1991: Best Original Song — «Beauty and the Beast» from Beauty and the Beast
  5. 1992: Best Original Score — Aladdin
  6. 1992: Best Original Song — «A Whole New World» from Aladdin
  7. 1995: Best Original Musical or Comedy Score — Pocahontas
  8. 1995: Best Original Song — «Colors of the Wind» from Pocahontas
- Daytime Emmy Awards:
  1. 2020: Outstanding Original Song in a Children's, Young Adult or Animated Program — «Waiting in the Wings» from Rapunzel's Tangled Adventure
- Grammy Awards:
  1. 1991: Best Recording for Children — The Little Mermaid: Original Walt Disney Records Soundtrack
  2. 1991: Best Song Written Specifically for a Motion Picture or Television — «Under the Sea» from The Little Mermaid
  3. 1993: Best Album for Children — Beauty and the Beast: Original Motion Picture Soundtrack
  4. 1993: Best Instrumental Composition Written for a Motion Picture or for Television — Beauty and the Beast: Original Motion Picture Soundtrack
  5. 1993: Best Song Written Specifically for a Motion Picture or Television — «Beauty and the Beast» from Beauty and the Beast
  6. 1994: Song of the Year — «A Whole New World (Aladdin's Theme)» from Aladdin
  7. 1994: Best Musical Album for Children — Aladdin: Original Motion Picture Soundtrack
  8. 1994: Best Instrumental Composition Written for a Motion Picture or for Television — Aladdin: Original Motion Picture Soundtrack
  9. 1994: Best Song Written Specifically for a Motion Picture or Television — «A Whole New World» from Aladdin
  10. 1996: Best Song Written Specifically for a Motion Picture or Television — «Colors of the Wind» from Pocahontas
  11. 2012: Best Song Written for Visual Media — «I See the Light» from Tangled
- Tony Awards:
  1. 2012: Best Original Score — Newsies
- Special Awards:
  1. 1990: Primetime Emmy Award for Outstanding Contribution to the success of the academy's anti-drug special for children — «Wonderful Ways to Say No» from the TV special Cartoon All-Stars to the Rescue